# Cardeal-bispo
Um cardeal-bispo ou cardeal da Ordem dos Bispos é um dos mais importantes prelados da Igreja Católica.
Originalmente este era o título daqueles escolhidos para presidir a uma das sete sés suburbicárias de Roma. Em 1965, o Papa Paulo VI pelo motu proprio Ad purpuratorum patrum decretou que também os Patriarcas das Igrejas Católicas Orientais elevados ao Colégio Cardinalício passariam a fazer parte da Ordem dos cardeais-bispos, ficando hierárquica e  imediatamente a seguir dos demais cardeais-bispos suburbicários.
Os cardeais-bispos embora recebam o título de uma igreja suburbicária de Roma não possuem, desde o pontificado do João XXIII, quaisquer poderes de administração sobre as mesmas dioceses que possuem um outro bispo residencial. Mantem-se, contudo, a tradição dos Cardeais tomarem posse das Igrejas de que são titulares e de colocarem na fachada da Igreja o respectivo brasão de armas.
Apesar de existirem sete igrejas suburbicárias: Óstia, Albano, Frascati, Palestrina, Porto-Santa Rufina, Sabina-Poggio Mirteto e Velletri-Segni, existem apenas seis cardeais-bispos, já que o Decano do Colégio Cardinalício assume sempre a diocese de Óstia, aquando da sua nomeação, mantendo igualmente a diocese suburbicária de que era titular. Apenas os cardeais-bispos elegem e podem ser eleitos para o cargo de Decano do Colégio Cardinalício, carecendo a eleição de posterior confirmação pontifícia..
O Patriarca de Lisboa e o Patriarca de Veneza apesar de gozarem do raro privilégio de serem elevados ao Colégio Cardinalício no primeiro consistório após tomarem posse dos respectivos patriarcados, são encardinados na Ordem dos Cardeais-Presbíteros.
Os cardeais-bispos são os únicos a quem sempre foi requerida a ordenação episcopal. Aqueles que sendo cardeais não eram bispos, quando elevados a esta ordem, eram imediatamente ordenados. Em 1962 o Papa João XXIII decretou que todos os prelados elevados ao Colégio Cardinalício devem ser ordenados Bispos, pelo que esta diferença entre a Ordem Episcopal e as demais ordens do Colégio Cardinalício deixou de ser relevante. Ainda assim, o pontífice pode dispensar da ordenação episcopal os escolhidos para cardeais (tal acontece algumas vezes quando o prelado nomeado cardeal é já de provecta idade). Nestes casos, estes cardeais, continuam a não ser elegíveis para a Ordem dos Bispos.
Ao contrário dos cardeais-diáconos que, após dez anos, podem optar por transitar à Ordem dos Cardeais-Presbíteros, a elevação à ordem dos cardeais-bispos é feita exclusivamente por nomeação pontifícia. Atendendo ao restrito número de vagas (eram apenas seis em determinado momento) os escolhidos são, em regra geral, membros de alto relevo da Cúria Romana, não correspondendo isso necessariamente a que os dignitários de altos cargos da cúria sejam os escolhidos. A título de exemplo o Cardeal Martínez Somalo, antigo Camerlengo da Santa Igreja Romana, era cardeal-diácono aquando da nomeação para Camerlengo em 1993 e é hoje cardeal-presbítero.
Os cardeais-bispos estão hierarquicamente acima de todos os demais cardeais e dentro da respectiva ordem estão ordenados em função da data de elevação à Ordem dos cardeais-bispos, independentemente da antiguidade no Colégio Cardinalício. O decano e o vice-decano ocupam respectivamente o primeiro e segundo lugar da hierarquia.
O Papa Francisco publica um rescrito em 26 de junho de 2018 que eleva os cardeais Pietro Parolin, Leonardo Sandri, Marc Ouellet e Fernando Filoni à categoria de cardeais-bispos sem diocese suburbicária, derrogando assim o código de direito canônico em seus cânones 350 §§ 1-2 e 352 §§ 2-3. O cardeal Leonardo Sandri seria o reitor e presidente do conclave. Da mesma forma, em 1 de maio de 2020, o cardeal Luis Antonio Tagle foi elevado ao posto de cardeal bispo sem ser designado a uma das dioceses suburbicária..

## Lista
Atualmente os cardeais-bispos das igrejas suburbicárias e outras igrejas de Roma são:
- Cardeal Giovanni Battista Re, cardeal-bispo de Óstia e Sabina-Poggio Mirteto, Decano do Colégio Cardinalício .
- Cardeal Leonardo Sandri, cardeal-bispo de Santos Biagio e Carlo em Catinari, Vice-Decano do Colégio Cardinalício e Prefeito Emérito do Dicastério para as Igrejas Orientais.
- Cardeal Francis Arinze, cardeal-bispo de Velletri-Segni, Prefeito Emérito do Dicastério para o Culto Divino e Disciplina dos Sacramentos;
- Cardeal Tarcisio Bertone, cardeal-bispo de Frascati, antigo Secretário de Estado da Santa Sé e Camerlengo Emérito da Câmara Apostólica;
- Cardeal José Saraiva Martins, cardeal-bispo de Palestrina, Prefeito Emérito do Dicastério para as Causas dos Santos.
- Cardeal Pietro Parolin, cardeal-bispo de Santos Simão e Judas Tadeu na Torre Angela e Secretário de Estado da Santa Sé.
- Cardeal Marc Ouellet, cardeal-bispo de Santa Maria na Traspontina, e prefeito emérito do Dicastério para os Bispos.
- Cardeal Fernando Filoni, cardeal-bispo de Nossa Senhora de Coromoto em San Giovanni di Dio e Grão-mestre da Ordem Equestre do Santo Sepulcro de Jerusalém.
- Cardeal Beniamino Stella, cardeal-bispo de Porto-Santa Rufina, e prefeito emérito do Dicastério para o Clero.
- Cardeal Luis Antonio Gokim Tagle, cardeal-bispo de São Félix de Cantalice a Centocelle, e pró-prefeito do Dicastério para a Evangelização.

Os dois Patriarcas de Rito Oriental membros do Colégio Cardinalício e da Ordem dos Bispos são:
- Cardeal Béchara Pierre Raï, Patriarca Católico Maronita de Antioquia
- Cardeal Louis Raphaël I Sako, Patriarca Caldeu da Babilônia